# Iléon

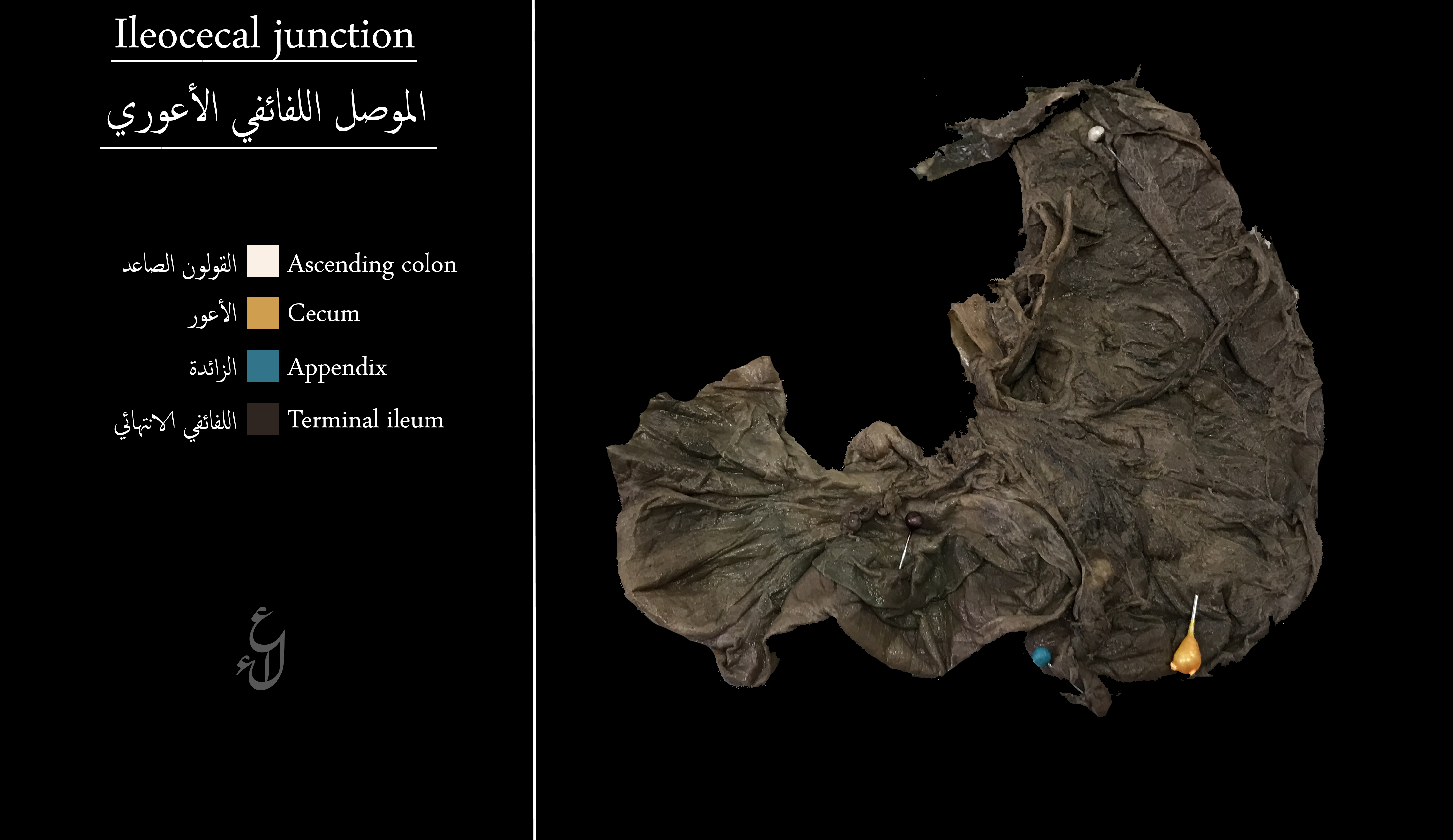
Jonction iléo-colique (l'iléon terminal apparaît en brun)

L'iléon (/i.le.ɔ̃/), ou ileum (/i.le.ɔm/), est la dernière section de l'intestin grêle chez la plupart des vertébrés supérieurs, y compris chez les mammifères, les reptiles et les oiseaux. Sa fonction principale est d'absorber la vitamine B 12, les sels biliaires ainsi que les produits de la digestion qui n'ont pas été absorbés par le jéjunum.
L'iléon suit le duodénum et le jéjunum et est séparé du cæcum par la valve iléo-colique (VCI). Chez l'homme, l'iléon mesure environ de 2 à 4 m de long et son pH est généralement compris entre 7 et 8 (neutre à légèrement basique).
Iléon est dérivé du mot grec eilein, qui signifie "se tordre fermement"[réf. nécessaire].

## Chez l'humain

### Structure
L'iléon est la troisième et dernière partie de l'intestin grêle. Il suit le jéjunum et se termine à la jonction iléo-colique, où l'iléon terminal communique avec le cæcum du gros intestin par la valve iléo-colique. L'iléon, avec le jéjunum, est suspendu à l'intérieur du mésentère, une formation péritonéale qui transporte les vaisseaux sanguins qui les irriguent (l'artère et la veine mésentériques supérieures), les vaisseaux lymphatiques et les fibres nerveuses.
Il n'y a pas de démarcation claire entre le jéjunum et l'iléon. Il existe cependant des différences subtiles entre les deux:
1. L'iléon a plus de graisse à l'intérieur du mésentère que le jéjunum.
2. Le diamètre de sa lumière est plus petit et a des parois plus minces que le jéjunum.
3. Les plis circulaires sont plus petits et absents dans la partie terminale de l'iléon.
4. Alors que le tractus intestinal contient du tissu lymphoïde, seul l'iléon présente d'abondantes plaques de Peyer, des nodules lymphoïdes non encapsulés qui contiennent un grand nombre de lymphocytes et d'autres cellules du système immunitaire[1].

### Histologie
Les quatre couches qui composent la paroi de l'iléon correspondent à celles du tractus gastro-intestinal. De la surface intérieure à la surface extérieure, ce sont:
1. Une membrane muqueuse, elle-même formée de trois couches différentes:
  - Couche unique de hautes cellules qui tapissent la lumière de l'organe. L'épithélium qui forme la partie la plus interne de la muqueuse comporte cinq types distincts de cellules qui servent à des fins différentes: les entérocytes avec des microvillosités, qui digèrent et absorbent les nutriments; les cellules caliciformes, qui sécrètent de la mucine, une substance qui lubrifie la paroi de l'organe; les cellules de Paneth, plus fréquentes dans la partie terminale de l'iléon, ne se trouvent qu'au fond des glandes intestinales et libèrent des substances antimicrobiennes telles que les alpha défensines et le lysozyme; les cellules micropliées, qui captent et transportent les antigènes de la lumière vers les cellules lymphatiques de la lamina propria ; et les cellules entéro-endocrines, qui sécrètent des hormones[3].
  - Une lamina propria sous-jacente composée de tissu conjonctif lâche et contenant des centres germinatifs et de gros agrégats de tissu lymphoïde appelés plaques de Peyer, qui sont une caractéristique distinctive de l'iléon[2] .
  - Une fine couche de muscle lisse appelée musculeuse muqueuse
2. Une sous-muqueuse formée par un tissu conjonctif dense et irrégulier qui porte les gros vaisseaux sanguins et un composant nerveux appelé plexus sous-muqueux, qui fait partie du système nerveux entérique.
3. Couche musculaire externe formée de deux couches de muscle lisse disposées en faisceaux circulaires dans la couche interne et en faisceaux longitudinaux dans la couche externe. Entre les deux couches se trouve le plexus myentérique, formé par le tissu nerveux et également une partie du système nerveux entérique.
4. Une séreuse composée de mésothélium, une seule couche de cellules plates avec des quantités variables de tissus conjonctif et adipeux sous-jacents. Cette couche représente le péritoine viscéral et est continue avec le mésentère[2].

Structure générale de la paroi intestinale. Les glandes de Brunner ne se trouvent pas dans l'iléon, mais sont une caractéristique distinctive du duodénum.
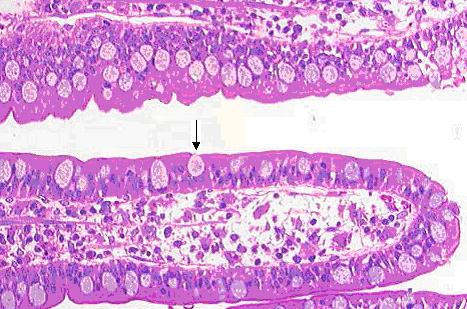
Cellules caliciformes dans la paroi d'un vili iléon. Sur ses côtés, les entérocytes sont visibles sur un noyau de lamina propria.
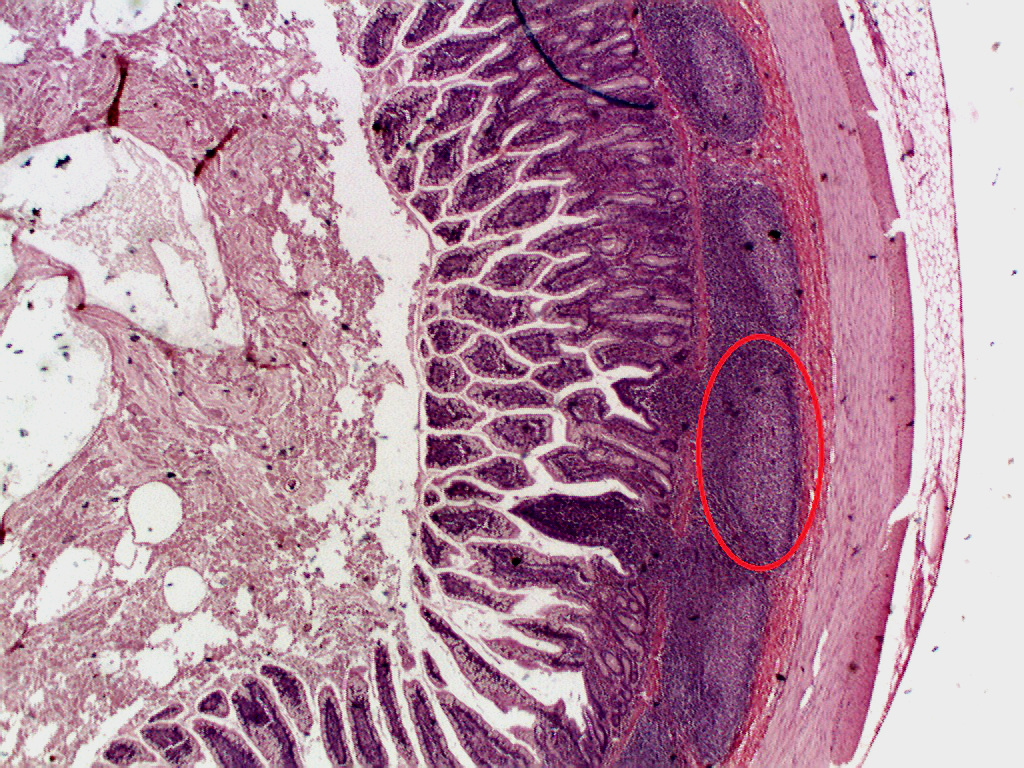
Coupe transversale de l'iléon avec un patch de Peyer encerclé.

### Développement
L'intestin grêle se développe à partir de l'intestin moyen du tube intestinal primitif. À la cinquième semaine de la vie embryologique, l'iléon commence à s'allonger à un rythme très rapide, formant un pli en forme de U appelé anse intestinale primaire. La moitié proximale de cette boucle formera l'iléon. La boucle se développe si rapidement en longueur qu'elle dépasse l'abdomen et dépasse à travers l'ombilic. À la semaine 10, la boucle se rétracte dans l'abdomen. Entre les semaines six et dix, l'intestin grêle tourne dans le sens inverse des aiguilles d'une montre, vu de l'avant de l'embryon. Il effectue une rotation supplémentaire de 180 degrés après son retour dans l'abdomen. Ce processus crée la forme tordue du gros intestin.
Chez le fœtus, l'iléon est relié au nombril par le canal vitellin. Chez environ 2 à 4 % des humains, ce canal ne se ferme pas au cours des sept premières semaines après la naissance, laissant un vestige appelé diverticule de Meckel.

### Fonction
La fonction principale de l'iléon est d'absorber la vitamine B 12, les sels biliaires et tous les produits de la digestion qui n'ont pas été absorbés par le jéjunum. Le mur lui-même est composé de plis, dont chacun a de nombreuses petites projections en forme de doigt appelées villosités sur sa surface. À leur tour, les cellules épithéliales qui tapissent ces villosités possèdent un nombre encore plus grand de microvillosités. Par conséquent, l'iléon a une surface extrêmement grande à la fois pour l'adsorption (fixation) des molécules d'enzymes et pour l'absorption des produits de la digestion. Les cellules DNES (système neuroendocrinien diffus) de l'iléon sécrètent diverses hormones (gastrine, sécrétine, cholécystokinine) dans le sang. Les cellules de la muqueuse de l'iléon sécrètent les enzymes protéase et carbohydrase responsables des étapes finales de la digestion des protéines et des glucides dans la lumière de l'intestin. Ces enzymes sont présentes dans le cytoplasme des cellules épithéliales[réf. nécessaire].
Les villosités contiennent un grand nombre de capillaires qui transportent les acides aminés et le glucose produits par la digestion vers la veine porte hépatique et le foie. Les lactés sont de petits vaisseaux lymphatiques et sont présents dans les villosités. Ils absorbent les acides gras et le glycérol, produits de la digestion des graisses. Des couches de muscles lisses circulaires et longitudinaux permettent au chyme (aliments et eau partiellement digérés) d'être poussé le long de l'iléon par des vagues de contractions musculaires appelées péristaltisme. Le chyme restant est transmis au côlon[réf. nécessaire].

### Importance clinique
Il est important en médecine car il peut être affecté dans un certain nombre de maladies, notamment :
1. La maladie de Crohn
2. Tuberculose
3. Lymphome
4. Tumeurs neuroendocriniennes (carcinoïdes)[6].

## Autres mammifères
En anatomie vétérinaire, l'iléon se distingue du jéjunum en étant la partie du jéjuno-iléon qui est reliée au cæcum par le pli iléo-colique.
L'iléon est le terme court de l'intestin grêle et la connexion avec le gros intestin. Il est suspendu par la partie caudale du mésentère (mésoilée) et est attaché, en plus, au cæcum par le pli iléo-colique. L'iléon se termine à la jonction cœcocolique du gros intestin formant l'orifice iléal. Chez le chien, l'orifice iléal est situé au niveau de la première ou deuxième vertèbre lombaire, chez le bœuf, au niveau de la quatrième vertèbre lombaire, chez le mouton et la chèvre, au niveau de la pointe caudale de l'arc costal. Par contraction musculaire active de l'iléon et fermeture de l'ouverture iléale à la suite d'un engorgement, l'iléon empêche le reflux de l'ingesta et l'égalisation de la pression entre le jéjunum et la base du cæcum. La perturbation de cet équilibre sensible n'est pas rare et est l'une des causes des coliques chez les chevaux. Au cours de toute chirurgie intestinale, par exemple, au cours d'une appendicectomie, les 2 pieds distaux de l'iléon doivent être vérifiés pour la présence d'un diverticule de Meckel.
Poissons
Chez les poissons, les divisions de l'intestin grêle ne sont pas aussi claires que chez les autres vertébrés et les termes « intestin postérieur » ou « intestin distal » peuvent être utilisés à la place d'Iléon.